# Teorema de los estados correspondientes
El teorema de los estados correspondientes o principio de los estados correspondientes, establecido por van der Waals en 1873, indica que todos los fluidos, cuando se comparan con la misma temperatura reducida y presión reducida, tienen aproximadamente idéntico factor de compresibilidad y se desvían del comportamiento de gas ideal en, más o menos, el mismo grado.
El ejemplo más importante es la ecuación de van der Waals, cuya forma reducida se puede aplicar a todos los fluidos.

## Factor de compresibilidad en el punto crítico
El factor de compresibilidad en el punto crítico, que se define como {\displaystyle Z_{c}={\frac {p_{c}v_{c}}{k_{B}T_{c}}}} (donde el subíndice {\displaystyle c} indica el punto crítico) es predicho por muchas ecuaciones de estado como una constante independiente de la sustancia; por ejemplo, la ecuación de van der Waals predice un valor de 3/8 = 0,375.
| Sustancia | Valor |
| --------- | ----- |
| H2O       | 0,23  |
| 4He       | 0,31  |
| He        | 0,30  |
| H2        | 0,30  |
| Ne        | 0,29  |
| N2        | 0,29  |
| Ar        | 0,29  |